# Europaparlamentsvalet i Malta 2014
Europaparlamentsvalet i Malta 2014 ägde rum lördagen den 24 maj 2014. Enligt preliminära siffror var valdeltagandet 74,81 procent, en minskning med fyra procentenheter jämfört med föregående val 2009.

## Vallokalsundersökning
|                                                                                             |         |  |       |        |
|                                                                                             | Andel   |  | Antal | Mandat |
| Partit Laburista                                                                            | 53 %    |  | 0     | 3      |
| Partit Laburista                                                                            | –4,8 %  |  | 0     | –1     |
| Partit Nazzjonalista                                                                        | 40 %    |  | 0     | 3      |
| Partit Nazzjonalista                                                                        | –0,5 %  |  | 0     | +1     |
| Övriga partier och kandidater                                                               | 0,00 %  |  | 0     | 0      |
| Övriga partier och kandidater                                                               | –0,00 % |  | 0     | ±0     |
| Ogiltiga och blanka röster                                                                  | 0,00 %  |  | 0     | 0      |
| Ogiltiga och blanka röster                                                                  | +0,33 % |  | 0     | ±0     |
| Valdeltagande                                                                               | 74,81 % |  | 0     | 6      |
| Valdeltagande                                                                               | –4,0 %  |  | 0     | +1     |
| Antal röstberättigade 344 356 03 EPP 03 S&D 00 ALDE 00 G/EFA 00 ECR 00 GUE/NGL 00 EFD 00 NI |         |  |       |        |